# Egidijus Klumbys
Egidijus Klumbys (* 2. September 1952 in Kaunas) ist ein ehemaliger litauischer Politiker, Vizeminister, Neurochirurg und Dozent.

## Leben
Nach dem Abitur an der Salomėja-Nėris-Mittelschule in Kaunas absolvierte er von 1970 bis 1976 das Studium am Kauno medicinos institutas (KMI) und von 1979 bis 1982 die Aspirantur am Akademiker N. Burdenko-Institut, das Studium des Rechts von 1992 bis 1996 an der Fakultät für Recht der Vilniaus universitetas. 1983 promovierte er in Medizin.
Von 1982 bis 1990 war er Leiter des Labors für Neurochirurgie des KMI. Am  19. August 1991 ernannte litauischer Premierminister Gediminas Vagnorius ihn zum Stellvertreter des Außenministers Litauens im Kabinett Vagnorius I. Am 20. Januar 1992  ernannte Premierminister  Vagnorius ihn zum ersten Stellvertreter des Verkehrsministers Litauens im Kabinett Vagnorius I.
Von 1998 bis 2001 lehrte er an der Lietuvos teisės universitetas in Vilnius.
Von 2000 bis 2002 war er Mitglied im Rat der Stadtgemeinde Vilnius, von 2000 bis 2012 Mitglied im Seimas.